# Seigo Shimokawa
Seigo Shimokawa (født 17. november 1975) er en tidligere japansk fodboldspiller.
Han har spillet for flere forskellige klubber i sin karriere, herunder Cerezo Osaka, Kawasaki Frontale og Oita Trinita.